# Główna Izba Miar i Wag

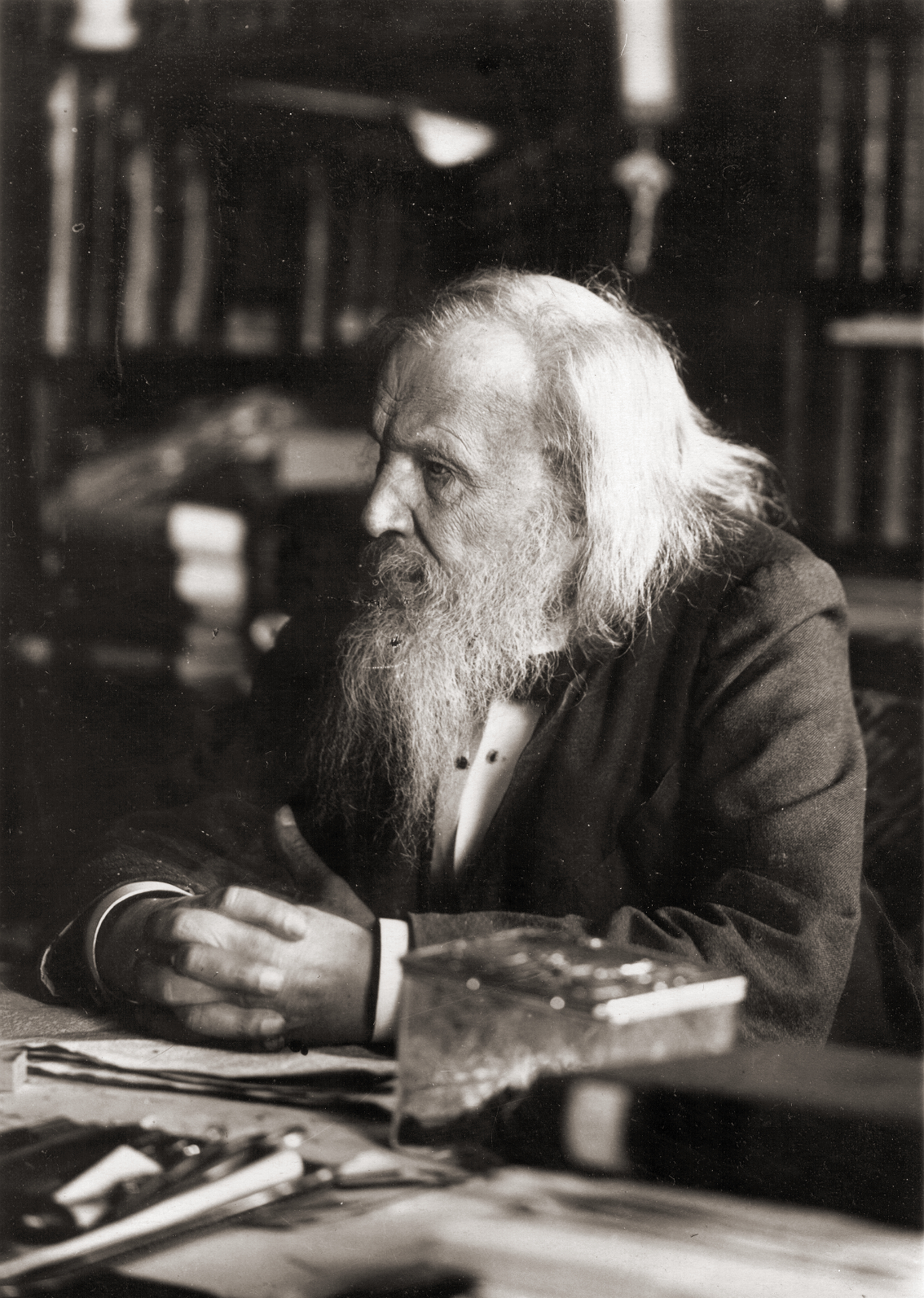
Dmitrij Mendelejew

Główna Izba Miar i Wag (ros. Главная Палата Мер и Весов) - powołana 8 czerwca 1893 roku w Imperium Rosyjskim instytucja zajmująca się dbaniem o jakość i rzetelność urządzeń mierniczych.
Izba zastąpiła Strażnicę Wzorcowych Miar i Wag, która nie była w stanie pełnić roli kontrolera urządzeń mierniczych. Utworzono ją z inicjatywy Dmitrija Mendelejewa, który kierował nią do swojej śmierci w 1907 roku.
W 1899 wydano ustawę nakładającą obowiązek legalizacji każdego urządzenia na trzyletnie okresy. Do 1906 roku powstało 26 regionalnych izb mających zajmować się egzekwowaniem prawa na prowincji. Docelowo miało ich być 60.
W 1931 roku została zorganizowana w Instytut Metrologii i Standaryzacji.